# Jaych al-Ezzah
Jaych al-Ezzah ou Jaych al-Izzah  (arabe : جيش العزة, « L'Armée de la Gloire »), fondé en 2013 sous le nom de Tajamou al-Ezzah (arabe : تجمع العزة, « L'Union de la Gloire »), est un groupe rebelle de la guerre civile syrienne.

## Histoire

### Fondation
Jaych al-Ezzah est formé en 2013 par la fusion des plusieurs groupes, dont les principaux sont la brigades des martyrs de Latamné et la brigades des descendants d'Abou Obeidah Ibn al-Jarrah,,,,. Le groupe prend initialement le nom de « Tajamou al-Ezzah » avant de se rebaptiser « Jaych al-Ezzah » au bout de quelques mois,.

### Affiliations
Jaych al-Ezzah est affilié à l'Armée syrienne libre,,,. En 2015, le groupe intègre également la coalition Jaych al-Nasr dans le gouvernorat de Hama et la chambre d'opérations Fatah Halab dans le gouvernorat d'Alep,,.

## Idéologie
Selon Jennifer Cafarella et Genevieve Casagrande, analystes pour the Institute for the Study of War, Jaych al-Ezzah est modéré et séculariste,. Pour Stéphane Mantoux, agrégé d'Histoire et spécialiste des questions de défense, le groupe « ne communique pas trop sur son programme pour le futur de la Syrie », mais il n'est « à priori » pas islamiste.

## Organisation

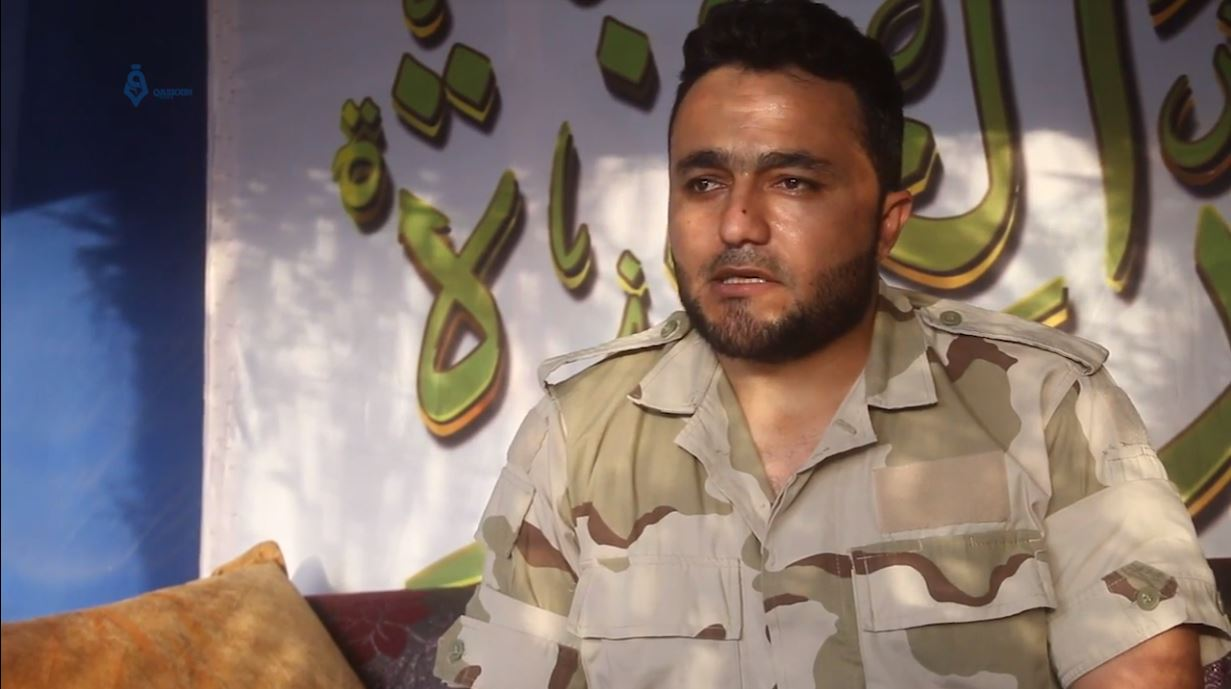
Le capitaine Moustafa al-Maarati, porte-parole de Jaych al-Ezzah, le 1er octobre 2018.

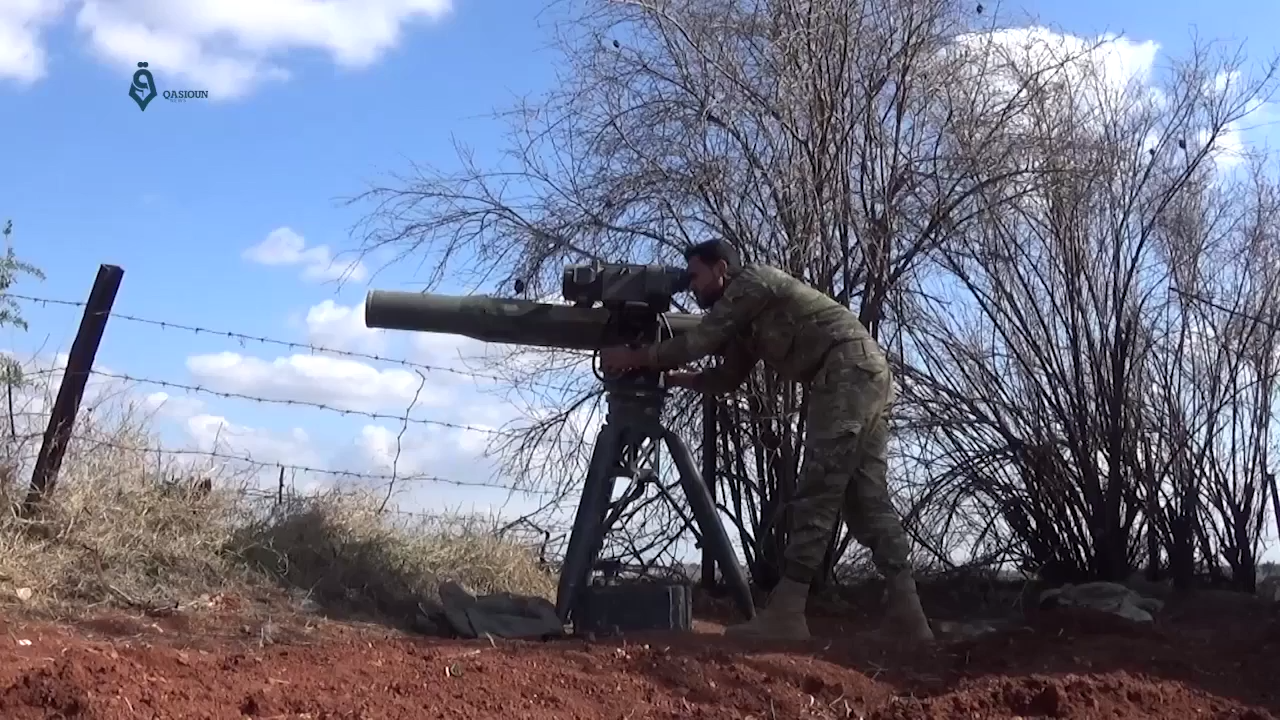
Un rebelle de Jaych al-Ezzah avec un BGM-71 TOW, au nord de Hama, en mars 2017.

### Commandement
Le groupe est commandé par le major Jamil al-Saleh, un officier ayant déserté l'armée syrienne en 2012,,,,. Son chef militaire est le capitaine Mustapha Maarati.

### Effectifs et commandement
À l'automne 2016, ses effectifs sont estimés entre 800 et 1 500 combattants,. En 2018, selon l'OSDH, Jaych al-Ezzah compte 2 500 hommes.

### Armement
À partir de 2015, Jaych al-Ezzah fait partie des brigades rebelles soutenues par les États-Unis qui bénéficient de livraisons de missiles antichar BGM-71 TOW américains,,,.
Le groupe dispose également de quelques chars T-55, T-62 et T-72 pris au régime syrien,.

## Zones d'opérations
Le groupe est actif dans le sud du gouvernorat d'Idleb, le gouvernorat d'Alep et le nord du gouvernorat de Hama,. Il serait également présent dans le gouvernorat de Lattaquié et le gouvernorat de Homs. Son quartier-général est établi à al-Tamanah, dans le gouvernorat d'Idleb. En 2016, le groupe s'étend dans le nord du gouvernorat de Homs après le ralliement de la brigade al-Asifat,.
Jaych al-Ezzah est un des groupes rebelles à la pointe de l'offensive de Hama de 2017,. Le groupe reconnaît la mort de 32 de ses combattants dans divers combats entre le 6 avril et le 31 juillet 2017.